# Station Barming
Barming is een spoorwegstation van National Rail in Engeland. 